# Дом Марджани
Дом Ш. Б. Марджани — историческое здание в Казани, в Старо-Татарской слободе, на улице Каюма Насыри, дом 10а. Построено в середине XIX века. Объект культурного наследия регионального значения.

## История
Владельцем дома был татарский учёный и религиозный деятель, имам Шигабутдин Багаутдинович Марждани. Дом построен в 1858 году, в 1863 году восстановлен после пожара согласно проекту архитектора П. И. Романова. Ранее дом являлся флигелем большой усадьбы. В этом доме Ш. Б. Марджани прожил до своей смерти в 1889 году, в нём создал многочисленные труды, принимал множество гостей, в том числе академика В. В. Радлова, члена-корреспондента Академии наук И. Ф. Готвальда, профессора Н. Ф. Катанова, а также, в марте 1876 года, бывшего проездом в Казани немецкого зоолога А. Брема. После смерти хозяина дом перешёл к его сыну Бургантудину, имаму Первой соборной мечети (ныне мечеть аль-Марджани). Библиотека Марджани погибла при пожаре в 1918 году. Дом отреставрирован в 2012—2013 гг. под руководством С. А. Мамлеевой, Г. Ю. Исхаковой. В 2017 году, к 200-летию рождения Ш. Марджани, отремонтирован интерьер.

## Архитектура
Дом двухэтажный, полукаменный, выходит на улицу фасадом в пять оконных осей. Перекрыт двускатной крышей, образующей фронтон с квадратным окном мезонина. Вход в дом, по татарской традиции, со двора, через калитку в деревянной ограде. Кирпичный нижний этаж имел хозяйственную функцию, бревенчатый и обшитый тёсом верхний — жилую. Композиция фасада симметрична, центральное окно выделено узкими лопатками, лопатки по углам фасада более широкие, все они декорированы ромбами. Наличники окон верхнего этажа украшены стилизованными изображениями тюльпанов.